# Ива (Алабама)
Ива (енгл. Eva) град је у америчкој савезној држави Алабама. По попису становништва из 2010. у њему је живело 519 становника.

## Демографија
Према попису становништва из 2010. у граду је живело 519 становника, што је 28 (5,7%) становника више него 2000. године.
| Група             | 2000.       | 2010.       |
| Белци             | 481 (98,0%) | 500 (96,3%) |
| Афроамериканци    | 0 (0,0%)    | 0 (0,0%)    |
| Азијати           | 0 (0,0%)    | 1 (0,2%)    |
| Хиспаноамериканци | 2 (0,4%)    | 2 (0,4%)    |
| Укупно            | 491         | 519         |